# Riu Provo
El riu Provo està situat als comtats de Utah i Wasatch, de l'estat d'Utah, als Estats Units. Neix al llac Washington, al Uinta, i recorre 110 quilòmetres en direcció sud-oest fins a la ciutat de Provo.

## Curs
Les dues branques principals del riu són la Forquilla Nord i la Forquilla Sud del riu Provo. El riu es retingut per l'embassament Jordanelle a l'extrem nord de la vall Heber. També es retingut per la presa Deer Creek, la qual va ser construïda el 1941. Les dues branques del riu es divideixen en les seccions superior, mitja i inferior. La secció superior s'origina al Uinta i arriba fins l'embassament Jordanelle. Per sota l'embassament Jordanelle fins a la presa Deer Creek es troba la secció mitja. La secció inferior va des de la presa Deer Creek, a través del Canó Provo, fins al llac Utah.

## Història
Els indis ute van anomenar-lo Timpanoquint, que vol dir "aigua que corre sobre roques". Els primers colons van canviar-li el nom al de riu Provo, en honor del caçador de pells Etienne Provost, que també li va donar el seu nom a la ciutat de Provo, a Utah. Provost, nascut al Quebec, era conegut com a Proveau i Provot, que eren pronunciats com "Provo". L 'antic nom del riu va ser donat a la muntanya del nord, que posteriorment va ser coneguda com a Mont Timpanogos.
A la dècada de 1930, l'ús del regadiu i la sequera havien reduït el volum del llac Utath de 1,048 millions de m³ a 24.660 m³, el que va provoca la reelaboració dels sistemes de regadiu i la creació del Projecte del Riu Provo, posteriorment anomenat Associació d'Usuaris de les Aigües del Riu Provo. A través del projecte es van introduir funcions de gestió que van incloure la presa Deer Creek, amb una capacitat d'emmagatzemament de 188.481 m3, i el tunel de desviament de Duchesne, que permetia desviar les aigües del riu Duchesne cap al riu Provo en determinades ocasions. Actualment l'Associació encara manté i gestiona aquests sistemes de control de regadiu i dels fluxos d'aigua.
Segons el Servei Geològic dels Estats Units, el riu Provo també és conegut com a riu Tim-pan-o-gos i riu Provo superior.

## Activitats
El riu Provo és un lloc excel·lent per als amants de les activitats a l'aire lliure. La pesca és una de les activitats més populars al llarg de tot el seu recorregut. També és molt comú córrer i anar amb bicicleta per una pista de 24 quilòmetres al llarg del riu que va des del llac Utah fins al Parc Vivian, així com practicar el ràfting durant l'estiu.